# R-Zone
A R-Zone foi a primeira consola portátil desenvolvida pela Tiger Electronics, a segunda foi a game.com, lançada em 1995 e comercializada até 1997, os seus jogos apresentavam uma imagem vermelho escuro.

## Versões

### Zone Head Gear
Primeira versão da consola comercializada em março de 1995, contou com uma forte campanha comercial que tentou vender a ideia de um dispositivo de realidade virtual. é composta por duas partes, a primeira contém colunas, ranhura para cartucho R-Zone, projetor, ecrã e é fixa na cabeça por uma cinta; a segunda parte é um comando, ligado à primeira por cabo, contém os seguintes botões direcional, ON, START, SELECT, SOUND, PAUSE, OFF, C-D, A-B, Controlo de brilho e volume.

### Zone Super Screen

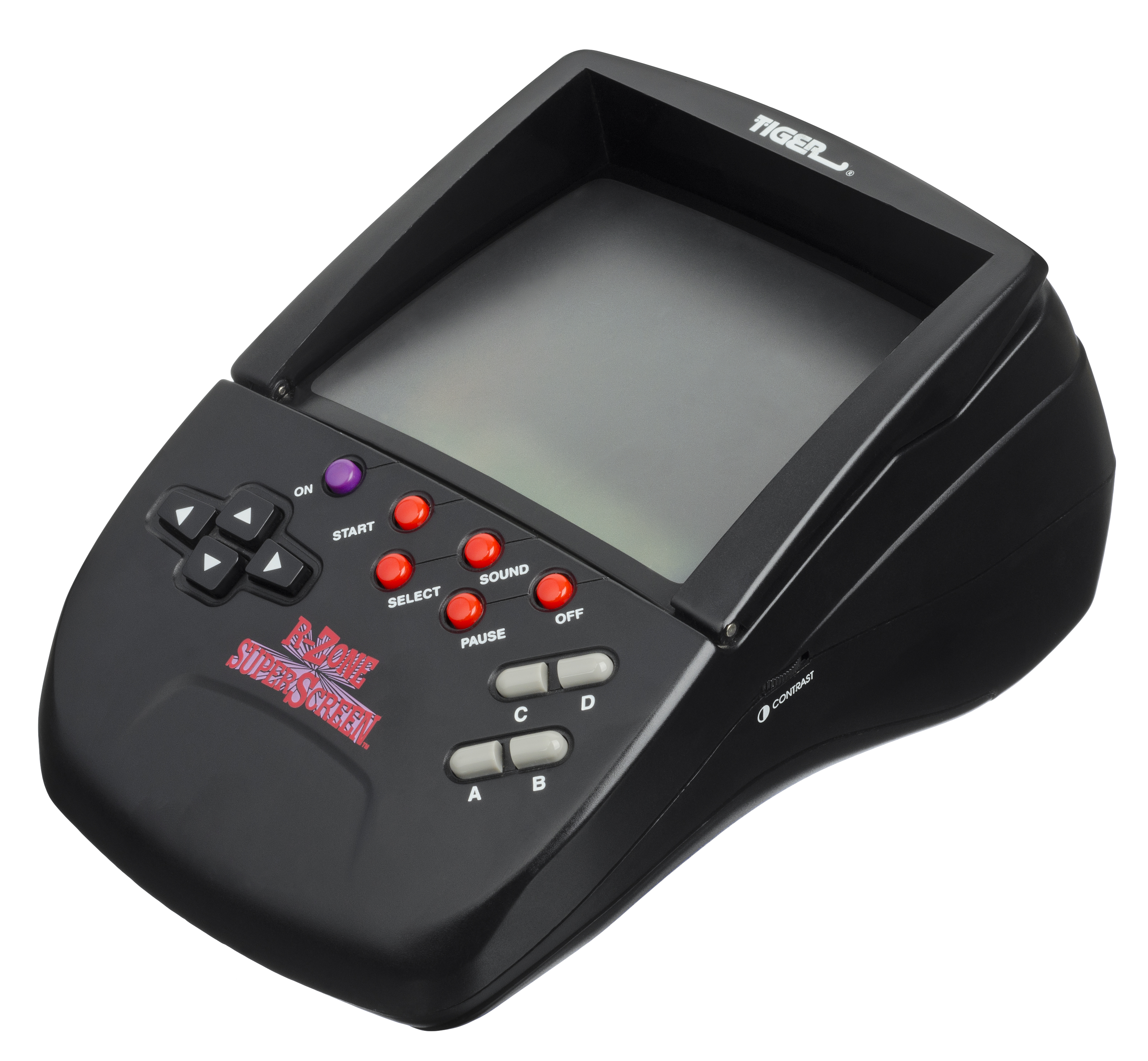
Modelo R-Zone SuperScreen.

Versão lançada em 1996, veio adicionar cor aos jogos R-Zone, continha um ecrã maior que a anterior versão e era jogada sobre a mesa.

### Xtreme Pocket Gear

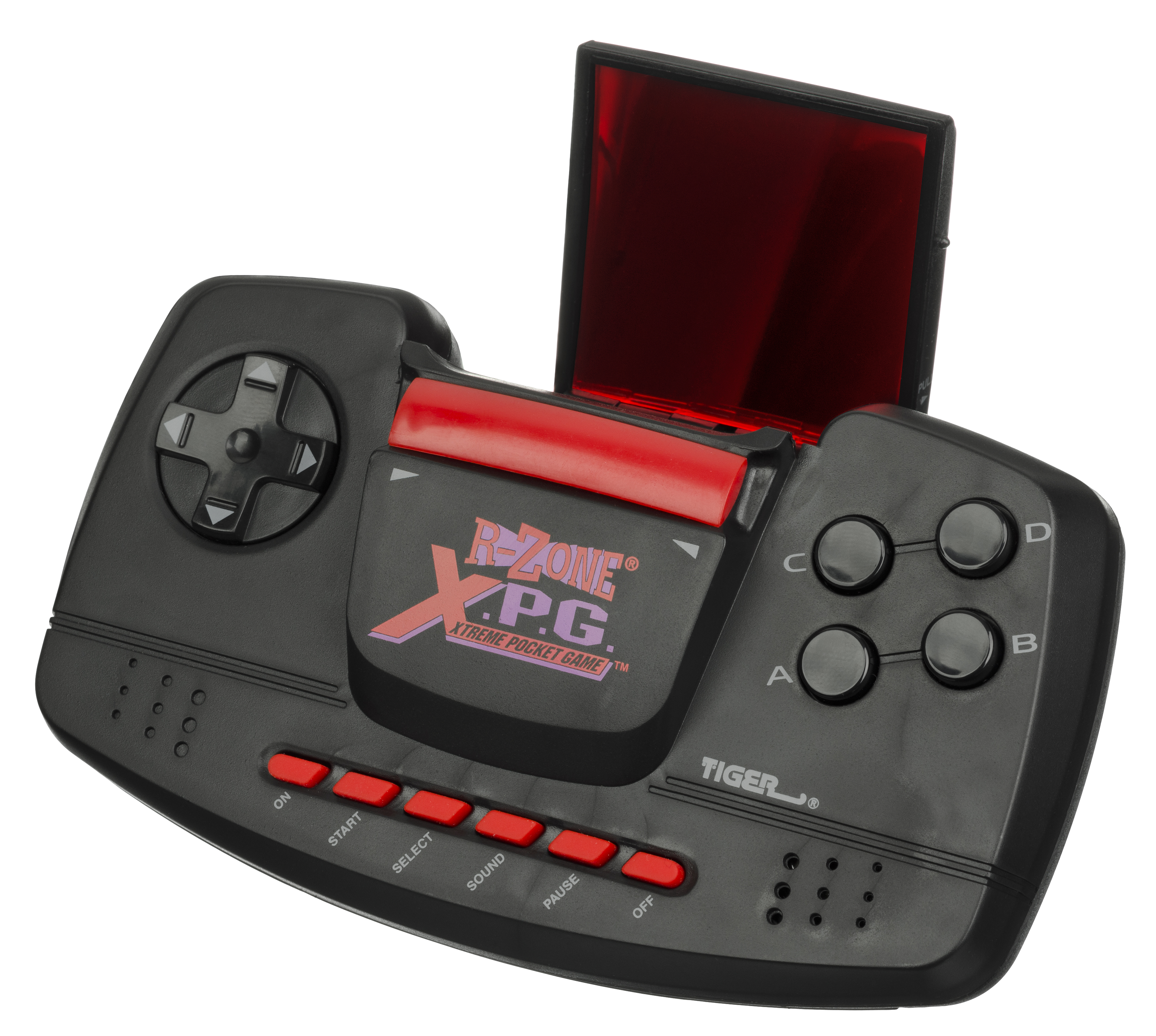
Modelo R-Zone X.P.G.

Lançada em 1997 a R-Zone Xtreme Pocket Gear tem um formato mais tradicional, com o controla direcional no lado esquerdo, botões C, D, A e B no lado direito e ecrã ao meio sobre a ranhura do cartucho.

## Ecrã
Cada jogo R-Zone contém o seu próprio ecrã, quando se liga a consola um projetor ilumina o cartucho e a imagem é projetada.

## Jogos
- Apollo 13
- Area 51
- Batman & Robin
- Batman Forever
- Battle Arena Toshinden
- Daytona Racing
- Independence Day
- Indy 500
- Judge Dredd
- The Lost World: Jurassic Park
- Men in Black
- Mortal Kombat 3
- Mortal Kombat Trilogy
- NASCAR Racing
- Panzer Dragoon
- Primal Rage
- Road Rash 3
- Star Trek
- Star Wars: Imperial Assault
- Star Wars: Jedi Adventure

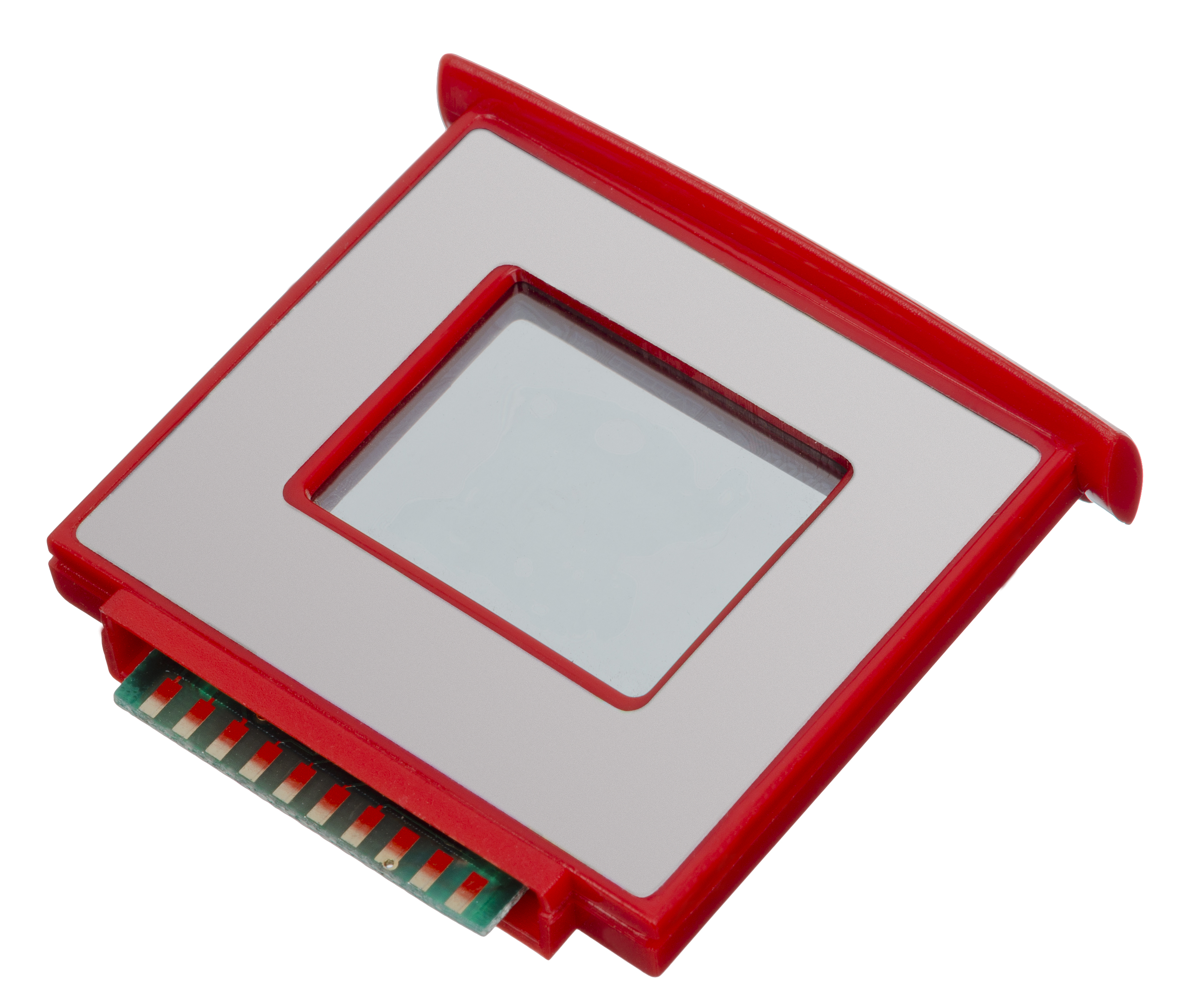
Cartucho do R-Zone com uma tela LCD embutida.

- Star Wars: Millennium Falcon Challenge
- Star Wars: Rebel Forces
- Virtua Cop
- Virtua Fighter
- Virtua Fighter 2
- VR Troopers